# SM UC-6
Le SM UC-6 (ou Unterseeboot UC- 6) est un sous-marin allemand (U-Boot) de type UC I mouilleur de mines utilisé par la Kaiserliche Marine pendant la Première Guerre mondiale.

## Conception
Sous-marin allemand de type UC I, le SM UC-6 a un déplacement de 168 tonnes en surface et de 183 tonnes en immersion. Il avait une longueur totale de 33,99 m, une largeur de 3,15 m, et un tirant d'eau de 3,04 m. Le sous-marin était propulsé par un moteur diesel Daimler-Motoren-Gesellschaft à six cylindres et quatre temps, produisant 90 chevaux-vapeur (66 kW), un moteur électrique produisant 175 chevaux-vapeur (129 kW) et un arbre d'hélice. Il était capable de fonctionner à une profondeur de 50 mètres.
Le sous-marin avait une vitesse maximale en surface de 6,20 nœuds (11,48 km/h) et une vitesse maximale en immersion de 5,22 nœuds (9,67 km/h). Lorsqu'il est immergé, il peut parcourir 50 milles marins (93 km) à 4 nœuds (7,4 km/h) ; lorsqu'il fait surface, il peut parcourir 780 milles marins (1 440 km) à 5 nœuds (9,3 km/h). Le SM UC-6 était équipé de six tubes de mines de 100 centimètres, douze mines UC 120 et une mitrailleuse de 8 millimètres. Il a été construit par l'AG Vulcan Stettin et son équipage était composé de quatorze membres.
Le SM UC-6 a été commandé le 23 novembre 1914 comme le sixième d'une série de 15 navires de type UC I (numéro de projet 35a, attribué par l'Inspection des navires sous-marins), dans le cadre du programme de guerre d'expansion de la flotte. Les dix premiers navires de ce type, dont l'UC-6, ont été construits dans le chantier naval Vulcan à Hambourg. Le chantier naval, qui n'avait aucune expérience préalable dans la construction de sous-marins, a estimé la durée de construction du navire à 5-6 mois, et pour respecter ce délai, il a dû arrêter la construction de torpilleurs.

## Affectations
Comme la plupart des sous-marins de sa classe, le SM UC-6 est sous le commandement de la U-Flotille Flanders, qui faisait partie du Marinekorps Flandern  (Corps des Marines flamands), et était déployé depuis Zeebrugge.
- U-Flottille Flandern du 31 juillet 1915 au 27 septembre 1917

## Commandement
- Oberleutnant zur See (Oblt.) Matthias Graf von Schmettow du 24 juin 1915 au 4 mai 1916
- Oberleutnant zur See (Oblt.) Otto Ehrentraut du 5 mai 1916 au 5 septembre 1916
- Oberleutnant zur See (Oblt.) Paul Günther du 6 septembre 1916 au 4 novembre 1916
- Oberleutnant zur See (Oblt.) Werner von Zerboni di Sposetti du 5 novembre 1916 au 30 avril 1917
- Oberleutnant zur See (Oblt.) Werner Löwe du 1er mai 1917 au 1er septembre 1917
- Oberleutnant zur See (Oblt.) Gottfried Reichenbach du 2 septembre 1917 au 27 septembre 1917

## Patrouilles
Le SM UC-6 a réalisé 89 patrouilles pendant son service actif.

## Navires coulés
Les mines posées par le SM UC-6 ont coulé 54 navires marchands pour un total de 63 319 tonneaux, 1 navire de guerre de 810 tonnes et a endommagé 8 navires marchands pour un total de 33 104 tonneaux et 1 navire de guerre de 810 tonnes au cours des 89 patrouilles qu'il effectua.
| Date              | Nom                     | Nationalité      | Tonnage | Destin    |
| ----------------- | ----------------------- | ---------------- | ------- | --------- |
| 14 août 1915      | HMT Worsley             | Royal Navy       | 309     | Coulé     |
| 16 août 1915      | HMT Japan               | Royal Navy       | 205     | Coulé     |
| 25 août 1915      | Disa                    | Suède            | 788     | Coulé     |
| 28 août 1915      | HMT Dane                | Royal Navy       | 265     | Coulé     |
| 29 août 1915      | Sir William Stephenson  | Royaume-Uni      | 1 540   | Coulé     |
| 16 septembre 1915 | Africa                  | Royaume-Uni      | 1 038   | Coulé     |
| 18 septembre 1915 | HMT Lydian              | Royal Navy       | 244     | Coulé     |
| 18 septembre 1915 | San Zeferino            | Royaume-Uni      | 6 430   | Endommagé |
| 20 septembre 1915 | Horden                  | Royaume-Uni      | 1 434   | Coulé     |
| 23 septembre 1915 | Groningen               | Royaume-Uni      | 988     | Coulé     |
| 24 septembre 1915 | HMD Great Heart         | Royal Navy       | 78      | Coulé     |
| 27 septembre 1915 | Nigretia                | Royaume-Uni      | 3 187   | Endommagé |
| 5 octobre 1915    | Alose'                  | Marine nationale | 214     | Coulé     |
| 18 octobre 1915   | Aleppo                  | Royaume-Uni      | 3 870   | Endommagé |
| 18 octobre 1915   | Salerno                 | Norvège          | 2 431   | Coulé     |
| 21 octobre 1915   | Monitoria               | Royaume-Uni      | 1 904   | Coulé     |
| 31 octobre 1915   | HMY Aries               | Royal Navy       | 268     | Coulé     |
| 31 octobre 1915   | Eidsiva                 | Norvège          | 1 092   | Coulé     |
| 31 octobre 1915   | HMT Othello II          | Royal Navy       | 206     | Coulé     |
| 31 octobre 1915   | Toward                  | Royaume-Uni      | 1 218   | Coulé     |
| 3 novembre 1915   | Friargate               | Royaume-Uni      | 264     | Coulé     |
| 12 novembre 1915  | Moorside                | Royaume-Uni      | 311     | Coulé     |
| 12 novembre 1915  | Nigel                   | Royaume-Uni      | 1 400   | Coulé     |
| 12 janvier 1916   | Traquair                | Royaume-Uni      | 1 067   | Coulé     |
| 12 février 1916   | Leicester               | Royaume-Uni      | 1 001   | Coulé     |
| 21 février 1916   | HMT Carlton             | Royal Navy       | 267     | Coulé     |
| 24 février 1916   | Trignac                 | France           | 2 375   | Coulé     |
| 27 février 1916   | Empress of Fort William | Royaume-Uni      | 2 181   | Coulé     |
| 27 février 1916   | Maloja                  | Royaume-Uni      | 12 431  | Coulé     |
| 28 février 1916   | HMT Angelus             | Royal Navy       | 304     | Coulé     |
| 28 février 1916   | HMT Weigelia            | Royal Navy       | 262     | Coulé     |
| 4 mars 1916       | HMT Flicker             | Royal Navy       | 192     | Coulé     |
| 23 mars 1916      | HMT Corona              | Royal Navy       | 212     | Coulé     |
| 23 mars 1916      | Sea Serpent             | Royaume-Uni      | 902     | Coulé     |
| 24 mars 1916      | Christianssund          | Danemark         | 1 017   | Coulé     |
| 26 mars 1916      | Saint Cecilia           | Royaume-Uni      | 4 411   | Coulé     |
| 7 avril 1916      | Halcyon                 | Royaume-Uni      | 1 319   | Coulé     |
| 14 avril 1916     | Shenandoah              | Royaume-Uni      | 3 886   | Coulé     |
| 21 avril 1916     | Estafette               | Marine nationale | 267     | Coulé     |
| 29 avril 1916     | Saint Corentin          | Marine nationale | 216     | Coulé     |
| 16 mai 1916       | Batavier V              | Pays-Bas         | 1 569   | Coulé     |
| 26 mai 1916       | Volharding              | Belgique         | 1 000   | Coulé     |
| 1er juin 1916     | Excellenz Mehnert       | Norvège          | 646     | Coulé     |
| 8 juin 1916       | HMT Kaphreda            | Royal Navy       | 245     | Coulé     |
| 19 juin 1916      | Corton Light Vessel     | Royaume-Uni      | ?       | Coulé     |
| 19 juin 1916      | Saint Jacques           | France           | 72      | Coulé     |
| 21 juin 1916      | Otis Tarda              | Pays-Bas         | 759     | Coulé     |
| 23 juin 1916      | Burma                   | Royaume-Uni      | 706     | Coulé     |
| 27 juin 1916      | Waalstroom              | Pays-Bas         | 1 441   | Coulé     |
| 29 juin 1916      | HMT Hirose              | Royal Navy       | 275     | Coulé     |
| 7 juillet 1916    | Gannet                  | Royaume-Uni      | 1 127   | Coulé     |
| 10 juillet 1916   | Kara                    | Royaume-Uni      | 2 338   | Coulé     |
| 3 septembre 1916  | Mascotte                | Royaume-Uni      | 1 097   | Coulé     |
| 2 octobre 1916    | Girl Eva                | Royaume-Uni      | 76      | Coulé     |
| 29 décembre 1916  | Lonada                  | Royaume-Uni      | 1 286   | Coulé     |
| 29 décembre 1916  | HMPMS Ludlow            | Royal Navy       | 810     | Coulé     |
| 29 décembre 1916  | HMS Totnes              | Royal Navy       | 810     | Endommagé |
| 22 février 1917   | Ashtabula               | Royaume-Uni      | 7 025   | Endommagé |
| 31 mars 1917      | HMD Forward III         | Royal Navy       | 89      | Coulé     |
| 19 avril 1917     | Lumina                  | Royaume-Uni      | 5 856   | Endommagé |
| 12 mai 1917       | Waterville              | Royaume-Uni      | 1 968   | Endommagé |
| 7 juin 1917       | HMPMS Mercury           | Royal Navy       | 378     | Endommagé |
| 16 juin 1917      | Roald Amundsen          | Norvège          | 4 390   | Endommagé |
| 18 juin 1917      | Dorte Jensen            | Danemark         | 2 086   | Coulé     |

## Destin
Le SM UC-6 quitte le port de Zeebrugge le 27 septembre 1917 pour aller poser des mines au large de Kentish Knock et n'est pas revenu. Des patrouilles britanniques ont ensuite signalé que de fortes explosions s'étaient produites dans des filets explosifs posés dans la région de North Foreland le même jour à la position géographique de 51° 30′ N, 1° 35′ E. D'autres sources, cependant, indiquent que le SM UC-6 a été détruit par un hydravion britannique le 28 septembre 1917.